# Măcriș
Măcrișul (Rumex acetosa) este o specie de plante perene din familia Polygonaceae, cultivate pentru frunzele sale.
Are un gust acru și este folosită în salate sau în ciorbe.

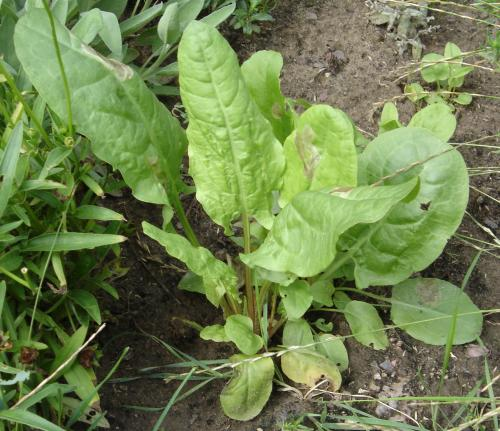
Măcriș

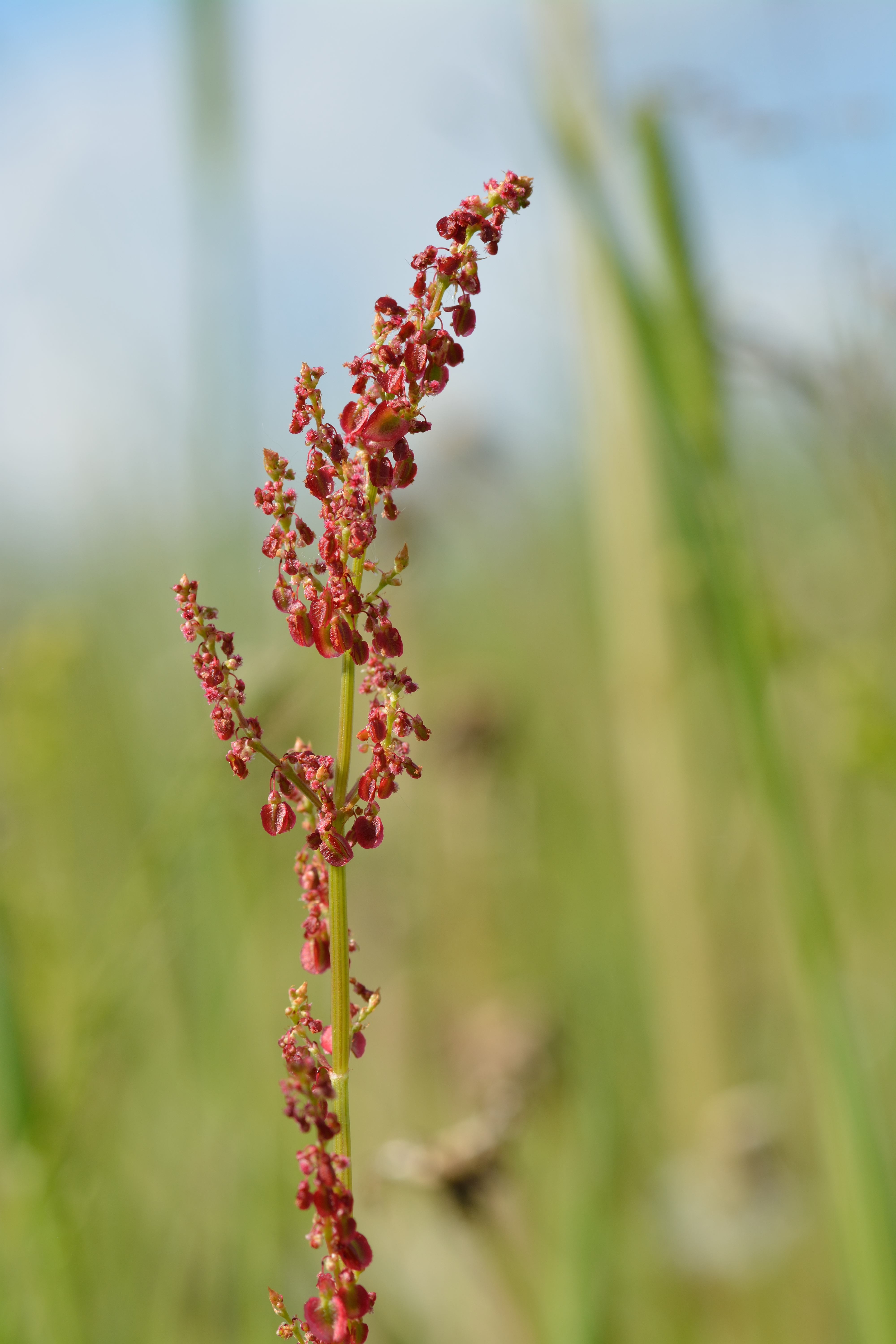

## Subspecii
- Rumex acetosa ssp. acetosa
- Rumex acetosa ssp. ambiguus
- Rumex acetosa ssp. arifolius
- Rumex acetosa ssp. hibernicus
- Rumex acetosa ssp. hirtulus
- Rumex acetosa ssp. vinealis